# Monthou-sur-Bièvre
Monthou-sur-Bièvre é uma comuna francesa na região administrativa do Centro, no departamento Loir-et-Cher. Estende-se por uma área de 16,73 km². Em 2010 a comuna tinha 827 habitantes (densidade: 49,4 hab./km²).